# Houdini (escacs)
Houdini és un motor d'escacs UCI desenvolupat pel programador belga Robert Houdart. Està influenciat pels motors de codi obert IPPOLIT/RobboLito, Stockfish i Crafty. Les versions fins a la 1.5a estan disponibles per a ús no comercial, mentre que la 2.0 i posteriors només són comercials.

## Estil de joc
El comentarista d'escacs i comentarista de vídeo CM Tryfon Gavriel va comparar l'estil de joc de Houdini amb el de l'era romàntica dels escacs, on predominava un estil d'atac i sacrifici. Segons Robert Houdart, l'avantatge de Houdini davant d'altres motors de primer nivell està en el maneig de la mobilitat de les peces, per això "afavoreix el joc agressiu que intenta guanyar la partida".

## Historial de versions
| Versió | Data de publicació     | Característiques |
| ------ | ---------------------- | --- |
| 1.0    | 15 de maig de 2010     | Primer llançament |
| 1.01   | 1 de juny de 2010      | Correcció d'errors, algorisme de cerca millorat |
| 1.02   | 18 de juny de 2010     | Correcció d'errors de col·lisió SMP i hash. Solució per a la GUI de Shredder. |
| 1.03   | 15 de juliol de 2010   | Multi-PV, moviment de cerca i suport de pàgines grans. Funció d'avaluació millorada. |
| 1.03a  | 17 de juliol de 2010   | Correcció d'errors per a Multi-PV |
| 1.5    | 15 de desembre de 2010 | Millora de la cerca i avaluació. Suport Base Taula Gaviota. |
| 1.5a   | 15 de gener de 2011    | Actualització de manteniment amb solucions per a la GUI de Fritz i altres millores menors. |
| 2.0    | 1 de setembre de 2011  | Primer llançament comercial. Capacitats d'anàlisi millorades, cerca i avaluació millorades. Versió Houdini Pro per a usuaris de gamma alta amb maquinari potent (suport multi-nucli). Suport de Chess960. Característica límit de força. Aprenentatge de posicions. Deseu hash al fitxer, carregueu hash del fitxer, mai esborreu hash.                                                                                       |
| 2.0b   | 7 de novembre de 2011  | Actualització de manteniment amb correccions d'errors menors i suport de Nalimov EGTB. |
| 2.0c   | 20 de novembre de 2011 | Actualització de manteniment amb correccions d'errors menors i noves opcions d'anàlisi. Opció MultiPV_cp per limitar l'anàlisi multi-PV als moviments dins d'una distància del millor moviment. Opció FiftyMoveDistance per fer que la regla dels 50 moviments s'iniciï abans. Les opcions UCI_Elo i UCI_LimitStrength com a alternativa compatible amb la norma UCI a l'opció Strength. Sortida en detecció amb sortida GUI. |
| 3.0    | 15 d'octubre de 2012   | Nova versió important. Cerca i avaluació millorades (+50 Elo), mode tàctic, bases de bits Scorpio, cerca accelerada de variacions principals "Smart Fail-High", ús hash optimitzat. |
| 4.0    | 25 de novembre de 2013 | Nova versió important. Cerca i avaluació millorades (+50 Elo), bases de taula Syzygy de 6 homes (codificació proporcionada per Ronald de Man) |
| 5.0    | 7 de novembre de 2016  | Versió nova important, uns 200 Elo més fort. Funció d'avaluació reescrita, cerca més profunda. |
| 5.01   | 15 de novembre de 2016 | Actualització de manteniment amb algunes correccions i millores a la interfície. |
| 6.0    | 15 de setembre de 2017 | Nova versió important. Cerca i avaluació millorades (+50-60 Elo), multi-threading millorat. |
| 6.01   | 24 de setembre de 2017 | Actualització de manteniment amb correcció Nalimov EGTB i nova opció de sortida. |
| 6.02   | 1 d'octubre de 2017    | Actualització de manteniment amb suport de llibres Polyglot. |
| 6.03   | 20 de novembre de 2017 | Correcció per a la detecció incorrecta de l'estancament en posicions amb moviments de captura de peó blanc. |

La darrera versió estable de Houdini ve en dues versions: Houdini 6 Standard i Houdini 6 Pro. Houdini 6 Pro admet fins a 128 nuclis de processador, 128 GB de RAM (hash) i és conscient de NUMA, Houdini 5 Standard només admet fins a 8 nuclis de processador, 4 GB de hash i no és conscient de NUMA. Com passa amb molts altres motors UCI, Houdini ve sense GUI, de manera que es necessita una GUI d'escacs per fer funcionar el motor. Houdini 5 utilitza avaluacions calibrades en què les puntuacions del motor es correlacionen directament amb l'esperança de victòria a la posició.

## Polèmiques
Houdini ha tingut un historial d'al·legacions en contra que conté codi d'altres motors.
S'ha suposat que Houdini 1.0 era un derivat d'IPPOLIT i que va plagiar Rybka, fet que inicialment va portar a Houdini 1.0 a no ser provat en cap llista de classificació com CCRL i CEGT.
S'ha suposat que Houdini 5.0 i Houdini 6.0 són un derivat de Stockfish 8 sense proporcionar les fonts a petició i, per tant, violant la llicència GPL. Això ha fet que el TCEC revoqués els resultats del campionat de Houdini i no permeti a Houdini competir. Sembla que s'ha demostrat que el codi font filtrat produeix un joc gairebé idèntic a Houdini 5.0 i Houdini 6.0, tot i que conté referències directes a Stockfish a la documentació del codi.
Houdini 6.0 ja no està disponible al lloc web de ChessBase perquè és un derivat de Stockfish.

## Resultats en competicions
Houdini solia ser un dels motors més reeixits del TCEC, amb tres victòries de campionat fins ara, però des de la temporada 18 ja no participa al TCEC perquè suposadament contenia codi plagiat (vegeu Controvèrsies).

### Partides destacades
- TCEC Houdini - Rybka Match 2011 · Joc de peons de la reina: London System (D02) · 1–0 Houdini fa un sacrifici de peó en la jugada 43.[3]